# Japan Arena Tour „Shinee World 2013”
Japan Arena Tour „Shinee World 2013” – druga japońska trasa koncertowa południowokoreańskiego zespołu SHINee, promowała drugi japoński album Boys Meet U. Trasa zaczęła się 28 czerwca 2013 roku koncertem w Saitamie i zakończyła 25 grudnia 2013 roku w Tokio. Składała się z 15 koncertów w 9 miastach. Trasa zgromadziła ponad 220 tys. fanów.
30 października 2013 roku poinformowano o dwóch dodatkowych koncertach 24 i 25 grudnia w Tokio. 2 kwietnia 2014 roku ukazał się album koncertowy JAPAN ARENA TOUR SHINee WORLD 2013 ~Boys Meet U~ zawierający nagrania z dwóch ostatnich koncertów.

## Lista koncertów
| Data              | Obiekt                    | Miasto    | Kraj    |
| ----------------- | ------------------------- | --------- | ------- |
| 28 czerwca 2013   | Saitama Super Arena       | Saitama   | Japonia |
| 29 czerwca 2013   | Saitama Super Arena       | Saitama   | Japonia |
| 30 czerwca 2013   | Saitama Super Arena       | Saitama   | Japonia |
| 6 lipca 2013      | Osaka-jō Hall             | Osaka     | Japonia |
| 7 lipca 2013      | Osaka-jō Hall             | Osaka     | Japonia |
| 13 lipca 2013     | Toki Messe                | Niigata   | Japonia |
| 3 sierpnia 2013   | Makomanai Ice Arena       | Sapporo   | Japonia |
| 17 sierpnia 2013  | World Memorial Hall       | Kobe      | Japonia |
| 18 sierpnia 2013  | World Memorial Hall       | Kobe      | Japonia |
| 11 września 2013  | Hiroshima Green Arena     | Hiroszima | Japonia |
| 25 listopada 2013 | Marine Messe Fukuoka      | Fukuoka   | Japonia |
| 10 grudnia 2013   | Nippon Gaishi Hall        | Nagoja    | Japonia |
| 11 grudnia 2013   | Nippon Gaishi Hall        | Nagoja    | Japonia |
| 24 grudnia 2013   | Yoyogi National Gymnasium | Tokio     | Japonia |
| 25 grudnia 2013   | Yoyogi National Gymnasium | Tokio     | Japonia |